# Świątniczki
Świątniczki es una aldea en el distrito administrativo de gmina de Kórnik, dentro del distrito de Poznań, Voivodato de Gran Polonia en Polonia centro-oeste.